# Heinrich Kaminski
 (juin 2025).
Si vous disposez d'ouvrages ou d'articles de référence ou si vous connaissez des sites web de qualité traitant du thème abordé ici, merci de compléter l'article en donnant les références utiles à sa vérifiabilité et en les liant à la section « Notes et références ».
Pour les articles homonymes, voir Kaminski.
Heinrich Kaminski (4 juillet 1886 - 21 juin 1946) est un compositeur allemand.

## Biographie
Kaminski est né à Tiengen dans la Forêt-Noire, fils d'un prêtre de l'Église vieille-catholique et d'ascendance juive. Après avoir travaillé pendant une courte période dans une banque à Offenbach-sur-le-Main, il est allé en 1906 à Heidelberg pour étudier le droit. Mais il s'intéresse de plus en plus à la musique. Ayant assisté à deux conférences de Philipp Wolfrum sur l'harmonie et également pris des leçons de piano avec Johanna Elspermann, c'est à partir de 1907 que, délaissant définitivement le droit et l'économie, il n'étudie plus exclusivement que la théorie musicale et la musique d'église protestante avec Philipp Wolfrum.
Heureusement, il a eu la chance de rencontrer Martha Warburg qui a changé son destin : elle a reconnu son don musical. En 1909, il va à Berlin et entreprend des études de musique au Conservatoire Stern, et apprend le piano avec Severin Eisenberger.
En 1914, il commence à enseigner le piano à Benediktbeuern. Parmi ses amis du moment, on trouve le peintre Emil Nolde et Franz Marc, dont l'épouse était une de ses élèves pour le piano.
Durant la Première Guerre mondiale, Kaminski a été chef de chœur et a enseigné la composition. Par la suite, il a été nommé professeur à la Académie prussienne des arts de Berlin, où il est devenu directeur de la classe de composition (et prendre la suite de Hans Pfitzner). Ses élèves les plus connus sont Carl Orff, Heinz Schubert et Reinhard Schwarz-Schilling.
Son contrat se terminait en 1933 et n'a pas été renouvelé à cause de ses "opinions politiques" et il est retourné à Benediktbeuern. Plusieurs tentatives pour retrouver son poste ont échoué pour la même raison. Une vérification de son ascendance - il a été catalogué en 1938 comme "demi-juif", et en 1941 déclaré  "quart de juif" - a conduit à une interdiction permanente de l'exécution de ses œuvres. Il a été amené à fuir en France puis en Suisse entre autres lieux.
Entre 1939 et 1945, il a perdu trois enfants, et est décédé en 1946 à Ried (Bavière).

## Œuvres
Ses œuvres comprennent des chorals, concertos, chants, sonates choral, motets et autres œuvres chorales, ainsi que des opéras.

### Opéras
- Jürg Jenatsch,  ("Le Jeu du Roi Aphelius") opéra en 3 actes (1927, UA Dresden 1929)
- Das Spiel vom König Aphelius, opéra en 5 scènes, un prélude et un épilogue (1946, UA Göttingen 1950)

### Musique chorale
- Psaume 130, motet pour chœur mixte a cappella (1912)
- Psaume 69 pour ténor, chœur d'enfants, chœur mixte et orchestre (1914, révisé en 1930)
- 6 Choräle für chœur mixte a cappella (1915)
- O Herre Gott, motet pour chœur mixte et orgue ad libitum (1918, révisé en 1936)
- Introitus et Hymnus pour soprano, alto, baryton, violon, alto, violoncelle, petit chœur mixte et orchestre (1920)
- Musik zur Passion pour chœur mixte a cappella (1920)
- 3 Gedichte von Joseph von Eichendorff pour chœur d’hommes et instruments (1924)
- Magnificat pour soprano, alto, petit chœur et orchestre (1925)
- Der Mensch, motet d’après Matthias Claudius pour alto et chœur mixte a cappella (1926)
- Der Mensch, prologue pour récitant, chœur mixte et orchestre (1926)
- Die Erde, motet d’après Zarathustra pour chœur mixte a cappella (1929)
- Die Messe deutsch pour chœur mixte a cappella (1934, inachevée)

### Lieder
- 3 Cantiques Bretons pour voix et clavier (1923)
- 3 geistliche Lieder pour voix, violon et clarinette (1923)
- Triptychon pour alto ou baryton et orgue (1930)

### Orchestre
- Concerto grosso (1923)
- Werk pour orchestre à cordes (Arrangement du quintette à cordes par Reinhard Schwarz-Schilling, 1927)
- Dorische Musik (1934)
- Orchestrekonzert avec clavier (1936)
- In Memoriam Gabrielae avec violon et Alto-Solo (1940)
- Tanzdrama (1942)

### Musique de chambre
- Quatuor en la-mineur pour clavier, clarinette, alto et violoncelle op. 1b (1912)
- Quatuor fa-majeur (1913)
- Quintette à cordes fa dièse-mineur (1916)
- Canzona pour violon et orgue (1916)
- Quintette pour clarinette, cor, violon, alto et violoncelle (1925)
- Präludium und Fuge pour violon et orgue (1929)
- Musik pour 2 violons et clavecin (1930)
- Canon pour violon et orgue (1931)
- Präludium und Fuge pour alto (1932)
- Klavierbuch in 3 Teilen (1935)
- Musik pour violoncelle et clavier (1935)
- Hauskonzert pour violon et clavier (1940)
- Ballade pour cor et clavier (1941)

### Orgue
- Toccata über den Choral "Wie schön leucht uns der Morgenstern" (1923)
- Choralsonate (1925)
- 3 Choralvorspiele (1930)
- Toccata und Fuge ut-majeur (1939)
- Andante mi bémol-mineur (1939)